# 霊の書

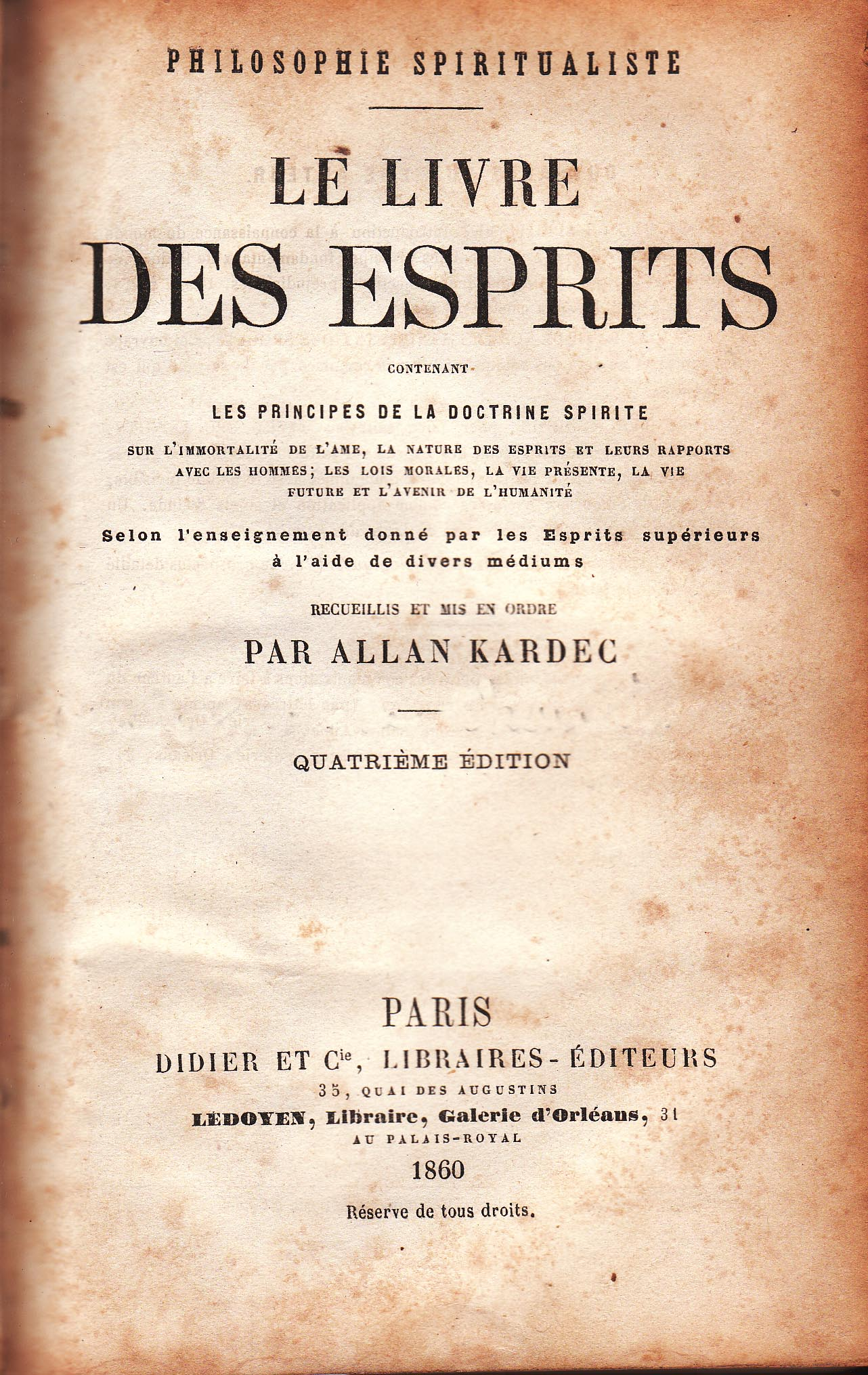
『霊の書』フランス,1860年版

霊の書（れいのしょ、仏語原題 Le Livre des Esprits、英書名The Spirits' Book）は、1857年4月18日にフランスの教育学者アラン・カルデックによって出版されたスピリティズムの書籍。
本書は、霊の起源、生命の目的、宇宙の秩序、善と悪、来世についてのFAQあるいは質問集として構成されている。カルデックによれば、それらに対する答えは1850年代に行われた数回の心霊的セッションにおいて、自らを「真実の霊 (The Spirit of Truth) 」と呼ぶ一群の霊から与えられたという。よってカルデックは、自身はこの本の著者ではなく編者に過ぎない、としている。カルデックは質問と答えを、テーマごとに揃えて編集した。

## 日本語訳
- 『霊の書 - 大いなる世界に』（上下巻、潮文社、編：アラン・カーデック、訳：桑原啓善）ISBN 4806314064